# 殷大钧
殷大钧（1907年2月11日—1992年10月11日），浙江嘉兴人。中国物理学家，物理教育家。西安交通大学教授。

## 生平
1907年2月11日生。1928年9月入清华大学物理系学习，期间加入朝曦社，在该社所办《北方青年》杂志中任总务。1933年6月毕业。1930年在张立森的介绍下加入中国共产党。1931年秋至1932年夏，在北平市文化党团社联、左联等做文化出版和学生工作，任书记。1934年秋起，历任浙江大学物理系助教、河南焦作工学院讲师。1937年秋至1939年5月，在山西抗日民族革命大学第四分校、军队干部学校任教务主任、政治主任。1940年后，历任重庆中央工业学校教员，四川东北大学、重庆交通大学副教授。1945年9月至1948年4月，在美国加州大学攻读研究生。回国后，历任上海交通大学、西安交通大学教授。1955年2月，受高教部委托，与王谟显、江之永等教授主持编写了《物理学》（三册）教材。1956年交通大学受命西迁，时任物理教研组主任的殷大钧教授坚决拥护此决定。1956年11月当选为中国物理学会西安分会副理事长。1958年获中国物理学会金质奖章。1957年7月被划为右派。文化大革命期间受到冲击。十一届三中全会后获得平反。任西安交通大学教授，主讲《经典光学》和《量子光学》。1987年退休。1992年10月11日病逝，终年85岁。